# SV Stahl Thale
SV Stahl Thale is een Duitse voetbalclub uit Thale, in de deelstaat Saksen-Anhalt.

## Geschiedenis
Op 12 oktober 1904 werd in Thale de eerste voetbalclub opgericht, Thaler FC. Tijdens de Eerste Wereldoorlog speelde de club samen met stadsrivaal FC Viktoria 1911 in de competitie van Harz. In 1917 fuseerden beide clubs tot SpVgg 04 Thale. Na de Eerste Wereldoorlog werd de competitie van Harz ondergebracht in de Kreisliga Elbe en werd daar de tweede klasse. Na 1923 werd de Kreisliga afgevoerd en werd de competitie als Gauliga Harz weer opgewaardeerd tot eerste klasse. In 1926 werd de club vicekampioen achter FC Germania Halberstadt. Dat jaar mocht de vicekampioen naar een aparte eindronde voor vicekampioenen. Na een overwinning op FC Viktoria 04 Güsten verloor de club van BSC 1907 Sangerhausen. Na enkele jaren in de subtop werd de club opnieuw vicekampioen in 1931. In 1933 werd de competitie geherstructureerd. De Midden-Duitse bond werd ontbonden en de vele competities werden vervangen door de Gauliga Mitte en Gauliga Sachsen. De clubs uit Harz werden te licht bevonden voor de Gauliga Mitte en voor de Bezirksklasse Magdeburg-Anhalt plaatsten zich slechts twee clubs. Thale eindigde derde en moest dus naar de 1. Kreisklasse. In 1934 en 1936 werd de club kampioen, maar slaagde er niet in te promoveren via de eindronde. Dit lukte wel in 1937, maar na twee seizoen degradeerde de club weer. In 1941 keerde de club terug maar werd laatste en degradeerde opnieuw. 
Na het einde van de Tweede Wereldoorlog werd de club heropgericht als KWU Thale en op 1 mei 1946 werd de naam veranderd in BSG EHW Thale. Na enkele goede seizoenen promoveerde de club in 1950 naar de DDR-Oberliga, de hoogste klasse in Oost-Duitsland. Datzelfde jaar won de club de beker in de finale van Turbine Erfurt. In 1951 werd de naam veranderd in BSG Stahl Thale en in 1953 werd de club 5de, hun beste notering in de geschiedenis. Het volgende seizoen degradeerde de club en slaagde er nooit in terug te keren.
De huidige naam werd in 1990 aangenomen. De club is na de Duitse hereniging weggezakt naar de onderste regionen van het voetbal.

## Erelijst
- FDGB-Pokal
  - Winnaar: 1950

## Rangschikkingen
- 1990/91 3de - NOFV-Liga, Staffel B
- 1991/92 8ste - Oberliga Nordost Mitte
- 1992/93 17de - Oberliga Nordost Mitte
- 1993/94 2de - Landesliga Sachsen-Anhalt
- 1994/95 6de - Verbandsliga Sachsen-Anhalt
- 1995/96 6de - Verbandsliga Sachsen-Anhalt
- 1996/97 10e - Verbandsliga Sachsen-Anhalt
- 1997/98 2de - Verbandsliga Sachsen-Anhalt
- 1998/99 4de - Verbandsliga Sachsen-Anhalt
- 1999/00 17de - Verbandsliga Sachsen-Anhalt
- 2000/01 4de - Landesliga Mitte
- 2001/02 13de - Landesliga Mitte
- 2002/03 1ste - Kreisliga Quedlinburg
- 2003/04 3de - Landesklasse, Staffel 3
- 2004/05 1ste - Landesklasse, Staffel 3
- 2005/06 2de - Landesliga Mitte

## Bekende (oud-)spelers
- Gerhard Schaller